# Preclík

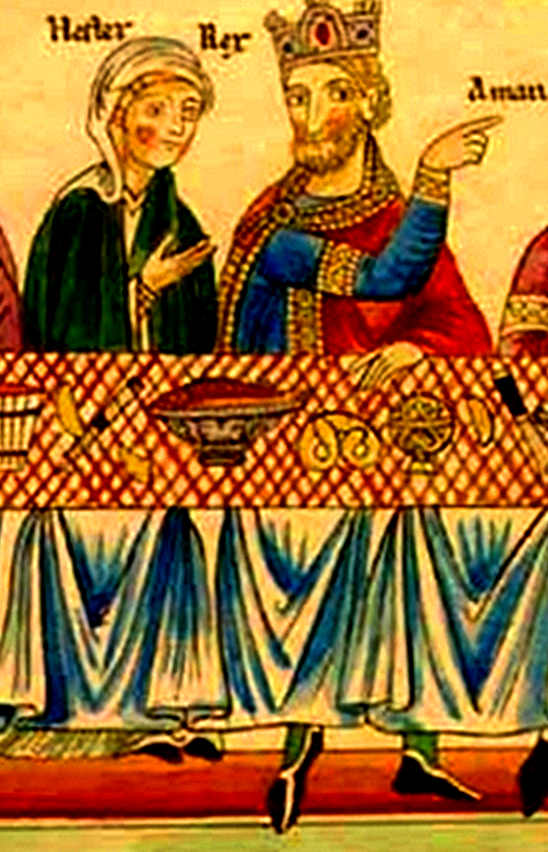
Vyobrazení preclíku ze 12. století (Alsasko).

Preclík (německy Brezel) je tradiční druh pečiva, rozšířený již od středověku ve střední Evropě, především v jižním Německu, severní Francii, Švýcarsku a v zemích někdejšího Rakousko-Uherska. Je to bílé pečivo, vytvarované z tenké, na koncích zúžené těstové tyčky stočené do kroužku, ukončeného překřížením konců, nebo vytvarované do tvaru srdíčka či osmičky. Posypán bývá hrubě krystalickou kuchyňskou solí, mákem nebo kmínem.

## Druhy
- tzv. Louhový popř. natronový preclík s lesklou, červenohnědou kůrkou a specifickou příchutí. Ta se vytvoří ponořením syrového preclíku na několik sekund do 3–5% roztoku hydroxidu (louhu) sodného (natronu); roztok louhu je zpravidla studený, zřídka se ponořuje do vroucího roztoku, někdy i do vroucího roztoku sody.
- Zlatý preclík (český) – zlatá až červenohnědá kůrka je výsledkem ožehnutí povrchu potřeného vejcem a posypaného hrubě mletou solí; preclík je pak chutnější než německá louhová verze; pražskou tradici dokládá např. domovní znamení U zlatého preclíku s nápisem ze 17. století v Tomášské ulici 13 na Malé Straně[1]
- Bílý preclík – může vzejít ze dvou receptur, buď je použito těsto z bílé pšeničné mouky, nebo sladká verze perníku, kdy je bělavé barvy dosaženo cukrovou polevou. Tento motiv opět býval domovním znameními, již od 15. století na domě čp. 383/I. "U bílého preclíku" v Karmelitské ulici 12 na Malé Straně.

## Původ
Původ vzniku preclíku je nejasný, kolují o něm různé legendy. Přinejmenším existence pojmu dokládá jeho oblibu již hluboko v prvním tisíciletí našeho letopočtu. Označení samo je odvozené od latinského brachium – paže, protože jeho forma připomíná založené paže, nebo také od bracellus – náramek, jindy upomíná na obroučky středověkých brýlí. V minulosti měl preclík – a leckde má dodnes – náboženský význam postního pečiva, protože jde o nekvašený chléb.